# КК Реал Мадрид
КК Реал Мадрид (шп. Real Madrid de Baloncesto) шпански је кошаркашки клуб из Мадрида. Један је од најуспешнијих клубова у Европи. Тренутно се такмичи у АЦБ лиги и Евролиги.

## Историја
КК Реал Мадрид је основан 8. марта 1931. године као секција фудбалског клуба. Иза себе имају 38 титула првака Шпаније, од чега су једном освојили 7 пута заредом, а једном 10 пута заредом. Куп Шпаније је освојен 29 пута, Евролига 11 пута, а Интерконтинентални куп 5 пута. Триплу круну су освојили 3 пута. Неки од најпознатијих кошаркаша који су носили бели дрес су: Арвидас Сабонис, Фернандо Мартин, Дражен Петровић и Дејан Бодирога. Једини дрес који је повучен у Реал Мадриду је дрес Фернанда Мартина (број 10).

## Успеси

### Национални
- Првенство Шпаније:
  - Првак (38 — рекорд): 1957, 1958, 1960, 1961, 1962, 1963, 1964, 1965, 1966, 1968, 1969, 1970, 1971, 1972, 1973, 1974, 1975, 1976, 1977, 1979, 1980, 1982, 1984, 1985, 1986, 1993, 1994, 2000, 2005, 2007, 2013, 2015, 2016, 2018, 2019, 2022, 2024, 2025.

- Куп Шпаније:
  - Победник (29 — рекорд): 1951, 1952, 1954, 1956, 1957, 1960, 1961, 1962, 1965, 1966, 1967, 1970, 1971, 1972, 1973, 1974, 1975, 1977, 1985, 1986, 1989, 1993, 2012, 2014, 2015, 2016, 2017, 2020, 2024.

- Суперкуп Шпаније:
  - Победник (10 — рекорд): 1985, 2012, 2013, 2014, 2018, 2019, 2020, 2021, 2022, 2023.

### Међународни
- Евролига:
  - Победник (11 — рекорд): 1964, 1965, 1967, 1968, 1974, 1978, 1980, 1995, 2015, 2018, 2023.

- Куп победника купова:
  - Победник (4 — рекорд): 1984, 1989, 1992, 1997.

- Еврокуп:
  - Победник (1): 2007.

- Куп Радивоја Кораћа:
  - Победник (1): 1988.

- Интерконтинентални куп:
  - Победник (5 — рекорд): 1976, 1977, 1978, 1981, 2015.

## Учинак у претходним сезонама
| Сез.     | Првенство Шпаније | Куп Шпаније  | Европско такмичење      |
| -------- | ----------------- | ------------ | ----------------------- |
| 2006/07. | Првак             | Финалиста    | УЛЕБ куп — Победник     |
| 2007/08. | Четвртфинале      | Полуфинале   | Евролига — Топ 16       |
| 2008/09. | Полуфинале        | Четвртфинале | Евролига — Четвртфинале |
| 2009/10. | Полуфинале        | Финалиста    | Евролига — Четвртфинале |
| 2010/11. | Полуфинале        | Финалиста    | Евролига — 4. место     |
| 2011/12. | Вицепрвак         | Победник     | Евролига — Топ 16       |
| 2012/13. | Првак             | Четвртфинале | Евролига — Финалиста    |
| 2013/14. | Вицепрвак         | Победник     | Евролига — Финалиста    |
| 2014/15. | Првак             | Победник     | Евролига — Победник     |
| 2015/16. | Првак             | Победник     | Евролига — Четвртфинале |
| 2016/17. | Вицепрвак         | Победник     | Евролига — 4. место     |
| 2017/18. | Првак             | Финалиста    | Евролига — Победник     |
| 2018/19. | Првак             | Финалиста    | Евролига — 3. место     |
| 2019/20. | 5. место          | Победник     | Евролига (прекинуто)    |
| 2020/21. | Вицепрвак         | Финалиста    | Евролига — Четвртфинале |
| 2021/22. | Првак             | Финалиста    | Евролига — Финалиста    |
| 2022/23. | Вицепрвак         | Полуфинале   | Евролига — Победник     |
| 2023/24. | Првак             | Победник     | Евролига — Финалиста    |
| 2024/25. | Првак             | Финалиста    | Евролига — Четвртфинале |